# Paul Oestreich (Politiker)
Paul Oestreich (* 30. April 1876 in Stettin; † nach 1939) war ein deutscher Journalist und Politiker (DNVP).

## Leben
Der zum Dr. phil. promovierte Oestreich arbeitete zunächst beim Berliner Lokal-Anzeiger und war einige Jahre als politischer Redakteur bei der Berliner Börsen-Zeitung tätig. 1910 zählte er zu den Gründern der Deutschen Zeitung für Chile in Santiago de Chile, die ihm bis 1939 gemeinsam mit Wilhelm Grünwaldt gehörte und deren Chefredakteur er war. Darüber hinaus fungierte er als Chefredakteur der Niederdeutschen Zeitung in Hannover.
Oestreich trat während der Zeit der Weimarer Republik in die DNVP ein, für die er bei den Landtagswahlen am 5. März 1933 als Abgeordneter in den Preußischen Landtag der 5. Wahlperiode gewählt wurde. Der Landtag trat nur zweimal zusammen und wurde am 14. Oktober 1933 durch die Nationalsozialisten auch formell aufgelöst.
Während seiner Zeit an der Universität Berlin wurde Oestreich aktiv in der Landsmannschaft Marchia Berlin (Heute: Landsmannschaft Marchia Berlin zu Osnabrück).